# Powszechny Kongres Narodowy
Powszechny Kongres Narodowy – były jednoizbowy parlament Libii, główny organ władzy ustawodawczej w tym kraju. Powołany został w 2012 roku po ukonstytuowaniu się nowych władz, wskutek zakończenia wojny domowej. Składał się z 200 członków, z czego 80 mandatów dostępnych było dla kandydatów partii politycznych, z kolei 120 dla kandydatów niezależnych. Ordynacja wyborcza została skonstruowana tak, by pozwalała na zdominowanie nowego parlamentu przez jedną partię czy opcję ideologiczno-polityczną. Przewodniczący parlamentu był głową państwa.
Pierwsze wybory do nowego parlamentu, zastępujący jednoizbowy Powszechny Kongres Ludowy, który funkcjonował za czasów rządów Mu'ammara al-Kaddafiego, odbyły się 7 lipca 2012 roku. Inauguracyjne posiedzenie parlamentu odbyło się 8 sierpnia 2012 roku. Odbyła się wówczas ceremonia przekazania władzy przez Tymczasową Radę Narodową, Powszechnemu Kongresowi Narodowemu
W następstwie wyborów parlamentarnych przeprowadzonych 25 czerwca 2014 roku został sformowany nowy libijski parlament – Izba Reprezentantów, który zastąpił Powszechny Kongres Narodowy. Pierwsze posiedzenie odbyło się 5 sierpnia 2014 roku, wtedy Powszechny Kongres Narodowy uległ rozwiązaniu. 

## Lista przewodniczących Powszechnego Kongresu Narodowego
- Mohammed Ali Salim: 8 sierpnia – 9 sierpnia 2012 (p.o.)
- Mohammed Megarjef: 9 sierpnia 2012 – 28 maja 2013
- Dżuma Ahmad Atika: 28 maja – 25 czerwca 2013 (p.o.)
- Nuri Abu Sahmajn: 25 czerwca 2013 – 5 sierpnia 2014